# Crisis (film, 1939)
Pour les articles homonymes, voir Crisis.
Pour plus de détails, voir Fiche technique et Distribution.
Crisis est un film américain de Herbert Kline, Hans Burger et Alexander Hammid, sorti en 1939.

## Synopsis
Le film évoque la crise des sudètes.

## Fiche technique
- Titre français : Crisis
- Réalisation : Herbert Kline, Hans Burger et Alexander Hammid
- Texte du narrateur : Vincent Sheean (en)
- Photographie : Alexander Hammid
- Montage : Alexander Hammid
- Pays d'origine : États-Unis
- Format : Noir et blanc - 1,37:1 - Mono
- Genre : documentaire
- Date de sortie : 1939

## Distribution
- Leif Erickson : Narrateur (voix)
- Edvard Beneš
- Konrad Henlein
- Jiří Voskovec
- Jan Werich